# Tatjana Iwanowna Tomaschowa
Tatjana Iwanowna Tomaschowa (russ. Татьяна Ивановна Томашова, engl. Transkription Tatyana Tomashova; * 1. Juli 1975 in Perm, Russische SFSR, Sowjetunion) ist eine russische Mittel- und Langstreckenläuferin.

## Karriere
Beim 5000-Meter-Lauf der Olympischen Spiele 2000 in Sydney belegte sie den 13. Platz, bei den Weltmeisterschaften 2001 in Edmonton wurde sie über dieselbe Distanz Zehnte. Bei den Europameisterschaften 2002 in München gewann sie die Bronzemedaille im 1500-Meter-Lauf; über dieselbe Distanz errang sie Gold bei den Weltmeisterschaften 2003 in Paris/Saint-Denis. Im 1500-Meter-Lauf der Olympischen Spiele 2004 in Athen gewann sie die Silbermedaille hinter der Britin Kelly Holmes und vor der Rumänin Maria Cioncan. Bei den Weltmeisterschaften 2005 in Helsinki konnte sie ihren Titel verteidigen, bei den Europameisterschaften 2006 in Göteborg holte sie ebenfalls Gold über 1500 Meter.
Tatjana Tomaschowa ist 1,64 m groß und wiegt 50 kg.

## Doping
Eine Woche vor Beginn der Olympischen Spiele 2008 in Peking wurde sie wegen eines Verstoßes gegen die Antidopingrichtlinien vorläufig von der IAAF gesperrt. Ihr und sechs weiteren russischen Athletinnen wurde aufgrund von DNA-Analysen vorgeworfen, bei Dopingtests in betrügerischer Absicht Urin anderer Personen abgeliefert zu haben. Als Sanktion wurde schließlich eine Sperre von 33 Monaten verhängt; außerdem wurden sämtliche Resultate seit dem 23. Mai 2007 annulliert. 2012 wurde sie bei den Olympischen Spielen in London Vierte über 1500 Meter, wurde aber 2015 nach der Dopingdisqualifikation der Siegerin zur Bronzemedaillengewinnerin erklärt.
2024 wurde ihr die Silbermedaille der Olympischen Sommerspiele in London 2012 wegen Doping-Vergehen aberkannt, Tomaschowa wurde wegen mehrerer Dopingvergehen für zehn Jahre gesperrt.

## Persönliche Bestzeiten
- 800 m: 2:02,09, 11. Juni 2012, Moskau
- 1000 m: 2:34,91 min, 23. August 2005, Linz
- 1500 m: 3:56,91 min, 13. August 2006, Göteborg
- 2000 m (Halle): 5:54,0 min, 7. Januar 2000, Jekaterinburg
- 3000 m: 8:25,56 min, 29. Juni 2001, Rom
  - Halle: 9:11,44 min, 21. Februar 1999, Moskau
- 5000 m: 14:39,22 min, 31. August 2001, Berlin